# Brewster's Millions (1945)
Brewster's Millions is een Amerikaanse filmkomedie uit 1945 onder regie van Allan Dwan. In Nederland werd de film destijds uitgebracht onder de titel Millionnair in nood.

## Verhaal
Monty Brewster keert terug van het front om in allerijl met zijn liefje te trouwen. De bruiloft wordt uitgesteld, als hij te weten komt dat hij 8 miljoen dollar heeft geërfd van zijn suikeroom. Aan die erfenis is een voorwaarde verbonden. Hij moet één miljoen dollar uitgeven voor zijn 30ste verjaardag.

## Rolverdeling
| Acteur         | Personage            |
| -------------- | -------------------- |
| Dennis O'Keefe | Monty Brewster       |
| Helen Walker   | Peggy Gray           |
| June Havoc     | Trixie Summers       |
| Eddie Anderson | Jackson              |
| Gail Patrick   | Barbara Drew         |
| Mischa Auer    | Mikhail Mikhailovich |
| Nana Bryant    | Mevrouw Gray         |
| John Litel     | Swearengen Jones     |
| Joe Sawyer     | Hacky Smith          |
| Neil Hamilton  | Mijnheer Grant       |
| Herbert Rudley | Nopper Harrison      |
| Thurston Hall  | Kolonel Drew         |